# Picumnus lafresnayi
El Carpinterito Barrado, Carpinterito de Lafresnaye, Picolete de Lafresnaye o Telegrafista de Lafresnaye, Picumnus lafresnayi es una especie de ave piciforme, perteneciente a la familia Picidae, del género Picumnus.

## Subespecies
- Picumnus lafresnayi lafresnayi  (Malherbe, 1862)
- Picumnus lafresnayi punctifrons  (Taczanowski, 1886)
- Picumnus lafresnayi pusillus (Pinto, 1936)
- Picumnus lafresnayi taczanowskii (Domaniewski, 1925)

## Localización
Es una especie de ave que se encuentra localizada en Colombia, Ecuador y Perú.